# Oncorhynchus gorbuscha
El salmón rosado (Oncorhynchus gorbuscha) es un pez eurihalino marino y de agua dulce de la familia salmónidos, distribuidos de forma natural por las costas del océano Ártico y por toda la costa norte del océano Pacífico desde el norte de China hasta el sur de California, así como introducido por el hombre en Irán.

## Anatomía
La longitud máxima descrita fue de 76cm, aunque la longitud máxima normal es de unos 50 cm, alcanzando la madurez sexual con una media de unos 45 cm.
Se distingue de otros miembros del género por la presencia de grandes puntos negros tanto en el dorso como en ambos lóbulos de la aleta caudal, marcas que no están presentes en los inmaduros. Aunque la forma fusiforme del cuerpo es similar al de otras especies del género, los machos en edad reproductiva presentan el cuerpo fuertemente comprimido lateralmente; la boca en posición terminal normalmente es pequeña, pero en los machos maduros se deforma mucho, con la mandíbula inferior muy alargada y terminada en un gancho hasta el punto que son incapaces de cerrarla. La aleta adiposa es muy grande.
Cuando están en el mar tienen un color metalizado entre azul y verde-azulado, plateado en los laterales y blanco en el vientre, pero los machos maduros sexualmente se les vuelve el dorso oscuro y los laterales rojos con manchas verde-marrones; las hembras reproductivas son similares a los machos pero con una coloración menos intensa.

## Hábitat y biología
Son peces anádromos que viven en el mar y remontan los ríos para desovar, habitando en el mar a una profundidad entre 0 y 250 metros. Son epipelágicos.
Pasan 18 meses en el mar durante la migración en la que van buscando el río en el que nacieron, pero esta especie reconoce con dificultad dicho río y se ha comprobado que tras un periodo de deambular pueden terminar remontando ríos a 640 km del río natal. En cuanto remontan el río y alcanzan la zona de grava, desovan y bajan hasta el curso medio del río, permaneciendo allí varios meses antes de regresar al mar; los alevines pueden alimentarse de larvas y ninfas de insectos mientras están en el río, pero pueden alimentarse mal por lo que bajan pronto al mar donde se alimentan de copépodos y larvas de tunicados, para pasar a comer peces pequeños cuando van creciendo.

## Importancia para el hombre
Se comercializa principalmente en latas de conserva, pero también fresco, ahumado o congelado. También es valorado por su caviar, sobre todo en Japón, y como carne es cocinado de muchas maneras. Su alta comercialización ha hecho que sea criado en acuicultura, usándose también para pesca deportiva.